# Грос Мордорф
Грос Мордорф (њем. Groß Mohrdorf) општина је у њемачкој савезној држави Мекленбург-Западна Померанија. Једно је од 64 општинска средишта округа Нордфорпомерн. Према процјени из 2010. у општини је живјело 835 становника. Посједује регионалну шифру (AGS) 13057038.

## Географски и демографски подаци
Грос Мордорф се налази у савезној држави Мекленбург-Западна Померанија у округу Нордфорпомерн. Општина се налази на надморској висини од 4 метра. Површина општине износи 41,6 km². У самом мјесту је, према процјени из 2010. године, живјело 835 становника. Просјечна густина становништва износи 20 становника/km².